# Castello di Pietracravina
Il castello di Pietracravina era un maniero medievale, che sorgeva sul monte Ragola non lontano dal borgo di Santa Giustina di Bardi, ma all'interno del territorio comunale di Bedonia, in provincia di Parma.

## Storia
Il maniero fu edificato in epoca medievale; la più antica testimonianza della sua esistenza risale al 1184, quando il castellano Alberto Granelli di Pietracravina fu citato come testimone in un atto pubblico; la fortificazione era stata costruita da tempo imprecisato probabilmente per volere della famiglia Granelli, che il 31 dicembre del 1141, sottoscrivendo un atto di sottomissione al Comune di Piacenza, aveva ceduto alla città tutti i beni in suo possesso e in cambio era stata investita dei diritti feudali sugli stessi.
Nella seconda metà del XIII secolo la fortezza di Pietracravina fu al centro di aspri scontri che opposero i guelfi e ghibellini.
Nel 1260 il marchese Oberto II Pallavicino, insieme ad altri ghibellini cacciati da Piacenza, si rifugiò nella rocca e la fortificò, utilizzandola come base di appoggio per varie scorribande nel territorio; in tal modo pochi mesi dopo riuscì a rientrare in città, da cui scacciò Alberto da Fontana e i guelfi; la situazione si ribaltò nel 1266, quando questi ultimi si allearono coi Malaspina e Alberto riconquistò il maniero di Pietracravina, assegnandolo poi a Giovanni Granelli.
Tuttavia, nel 1269 Ubertino Landi attaccò il castello e se ne impossessò, uccidendo tutti i difensori; l'anno seguente il Conte, nel timore di un attacco, diede alle fiamme la fortificazione per concentrare le sue armate nel castello di Gravago, ma i guelfi occuparono le rovine e le ripararono; i ghibellini contrattaccarono e, rientrati nella rocca, la fortificarono nuovamente, ma dopo pochi mesi furono costretti a rivenderla al Comune di Piacenza.
I Granelli e i Lusardi si allearono con Ubertino Landi e ben presto riuscirono a rimpossessarsi dei manieri perduti, tra cui Pietracravina, che fu restituito al Conte; i Granelli, temendo altri attacchi, nel 1272 costruirono nei pressi della vicina Cornolo un altro castello, che tuttavia fu distrutto l'anno seguente dai guelfi in una sanguinosa battaglia; nello stesso scontro anche Pietracravina cadde in mano nemica; tuttavia, nel 1276 i Granelli, con l'aiuto dei Lusardi, riconquistarono la rocca.
Nel 1405 il duca di Milano Giovanni Maria Visconti confermò al conte Galvano Landi le antiche investiture su vari castelli, tra cui Pietracravina, e lo stesso fece nel 1412 il suo successore Filippo Maria Visconti; i Granelli, alleati dei Landi, continuarono a occupare il maniero di Pietracravina, ma nel 1449 precedettero nella riconquista del castello di Compiano il conte Manfredo Landi, che per vendetta li scacciò da Pietracravina; l'anno seguente Bartolomeo Granelli si appellò al doge di Genova Lodovico Fregoso e, su suo consiglio, al duca di Milano Francesco Sforza, che nel 1451 dettò i termini di pace tra le due famiglie, prevedendo il riconoscimento formale dell'investitura dei Landi sui feudi contesi ma concedendo ampie libertà ai Granelli, tra cui quella di risistemare le fortificazioni danneggiate; nel 1454 il Duca, per dimostrare la sua riconoscenza al Conte che l'aveva sostenuto negli scontri per la conquista del potere a Milano, gli confermò tutti i diritti già riconosciuti ai suoi avi.
In seguito il castello di Pietracravina non fu più menzionato in nessun documento e scomparve completamente in epoca imprecisata.